# Neogymnobates capitatus
Neogymnobates capitatus är en kvalsterart som beskrevs av Wang och Solhøy 200. Neogymnobates capitatus ingår i släktet Neogymnobates och familjen Ceratozetidae. Inga underarter finns listade i Catalogue of Life.